# پرستاری فضا
پرستاری فضا (به انگلیسی: Space nursing) مطالعات چگونگی سفر به فضا تحت‌الگوهای پاسخ انسان به آن می‌باشد.